# Vita Nostra
Vita Nostra es una novela de Marina y Sergey Dyachenko  publicada por primera vez en 2007 en Ucrania. La novela cuenta la historia de Alexandra (Sasha) Samokhina, que es obligada por un hombre desconocido a asistir a una remota y misteriosa universidad.

## Título
El título tiene su origen en la canción Gaudeamus igitur:
Vita nostra brevis est
Brevi finietur.
Venit mors velociter
Rapit nos atrociter
Nemini parcetur.

## Trama
Mientras está de vacaciones en la playa con su madre, Sasha Samokhina conoce al misterioso Farit Kozhennikov en las circunstancias más peculiares. La adolescente no puede negarse cuando este extraño e insólito hombre con un aire siniestro le indica que realice una tarea con consecuencias potencialmente escandalosas. Él recompensa su esfuerzo con una extraña moneda de oro.
A medida que pasan los días, Sasha realiza otros actos por los que recibe más monedas de Kozhennikov. Cuando el verano llega a su fin, su dominante mentor le indica que se traslade a un pueblo remoto y que utilice su oro para ingresar en el Instituto de Tecnologías Especiales. Aunque no quiere ir a ese pueblo desconocido ni a esa escuela, también siente que es el único lugar donde debe estar. En contra de los deseos de su madre, Sasha deja atrás todo lo que le es familiar y comienza su educación.
Rápidamente descubre que las "tecnologías especiales" del instituto no se parecen a nada de lo que ha conocido. Los libros son imposibles de leer, las lecciones son oscuras hasta el punto de enloquecer y el trabajo se niega a ser memorizado. Utilizando el terror y la coacción para mantener a los alumnos a raya, la escuela no los castiga por sus transgresiones y fracasos; en cambio, sus familias pagan un precio terrible. Sin embargo, a pesar de su miedo, Sasha experimenta cambios que desafían los dictados de la materia y el tiempo; experiencias que no son nada de lo que había soñado... y que de repente son todo lo que podría desear.
- Datos: Q4052755